# つるおかユースホステル
つるおかユースホステルは、山形県鶴岡市三瀬にある日本ユースホステル協会に加盟しているユースホステル。
鶴岡ユースホステルから、つるおかユースホステルに名称を変更した。公式ホームページによると、’21年3月31日閉館。

## 概要
- 国道7号線沿いで、国の天然記念物である三瀬気比神社社叢横のブナの原生林に囲まれた丘の上にある[2]。
- 1971年（昭和46年）7月10日、山形県内初のユースホステルとして営業開始[3]。

## 設備
- 個人や小グループに適している
- 団体の利用に適している
- グループで一室利用可
- ゲストルームあり
- 駐車場あり
- 駐輪場あり
- 自炊室あり
- 会議室あり
- 洗濯機あり
- 荷物預かりあり
- 全室禁煙
- 英語による予約可
- 周辺にスキー場あり
- 周辺に温泉あり
- レンタサイクルあり

## 収容人数
- 52人[2]

## 設計
- 小川惇建築設計事務所[4]
- 田麦俣の多層民家をモデルにした建物

## アクセス
- JR羽越本線三瀬駅下車徒歩15分、または鶴岡駅から庄内交通あつみ温泉行バスでユースホステル停留所下車徒歩5分
- 日本海東北自動車道の三瀬インターチェンジから車で7分